# 罗曼·别尔瓦
罗曼·别尔瓦（波蘭語：Roman Bierła，1957年3月21日—），波兰男子摔跤运动员。他曾代表波兰参加1980年夏季奥林匹克运动会摔跤比赛，获得男子古典式100公斤级银牌。